# Heinrich Lammasch
Heinrich Lammasch (Seitenstetten, 21 maggio 1853 – Salisburgo, 6 gennaio 1920) è stato un giurista, docente universitario e politico austriaco. Presidiò per più volte la Corte permanente di arbitrato a L'Aia e fu l'ultimo primo ministro della Cisleitania.

## Biografia

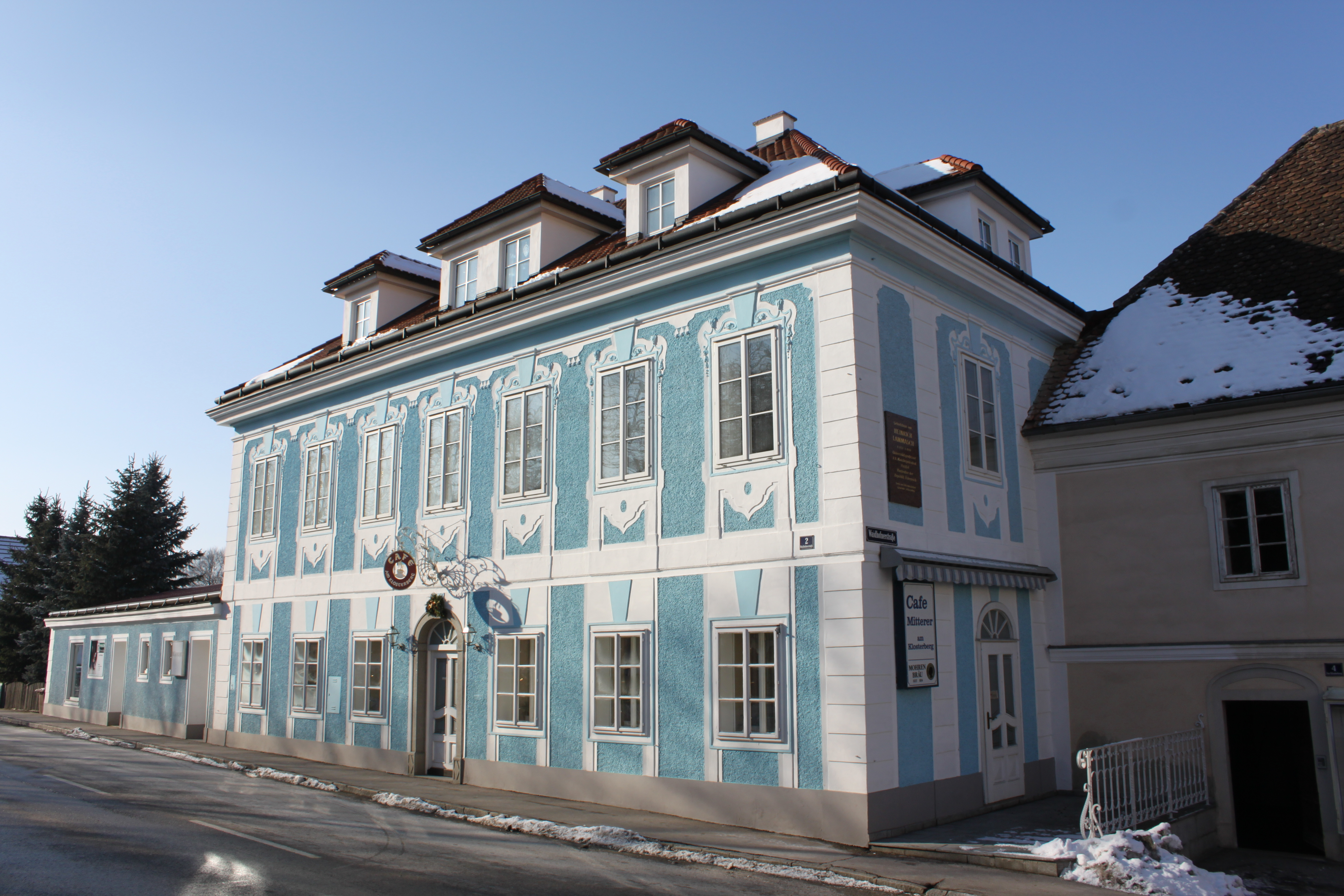
La casa natale a Seitenstetten (Bassa Austria)

Figlio di un notaio studiò giurisprudenza all'Università di Vienna laureandosi nel 1876. Nel 1879 si abilitò in diritto penale e nel 1882 divenne professore in diritto penale all'Università di Vienna. Tre anni dopo seguì la nomina come professore ordinario di diritto penale, filosofia di diritto e diritto internazionale presso l'Università di Innsbruck. Nel 1889 ritornò a insegnare all'Università di Vienna.
Nei primi due decenni come professore si dedicò al diritto e al processo penale pubblicando un manuale sull'argomento che fu ristampato più volte. Si interessò inoltre di diritto di asilo, d'estradizione e infine di difesa sociale. Nel 1887 divenne membro della commissione ministeriale che si occupò di elaborare una nuova legge penale. I suoi sforzi in quest'ultimo punto contribuirono nel 1912 a una proposta di riforma del codice penale austriaco approvato poi dalla Camera dei signori d'Austria.
Ma Lammasch si fece soprattutto conoscere per i suoi lavori nel campo del diritto internazionale e come riconoscenza fu nominato membro dellIstituto di diritto internazionale. Fu consulente per l'Austria-Ungheria nelle Convenzioni dell'Aia del 1899 e del 1907 nonché membro della Corte permanente di arbitrato che presidio per tre volte. Come membro della corte scambiò informazioni con la pacifista Bertha von Suttner esclusa dalle sedute della corte. Ebbe così inizio una lunga collaborazione tra il cattolico Lammasch e la liberale e anticlericale von Suttner, anche se Lammasch non condivise l'appoggio pacifistico della von Suttner che definì utopistico e preferì un pacifismo basato sul diritto internazionale. Sostenne comunque la candidatura della von Suttner al Premio Nobel per la pace. Il suo impegno internazionale contribuì a consolidare il suo atteggiamento pacifista e come tale non nascondeva la sua contrarietà all'alleanza austro-tedesca.

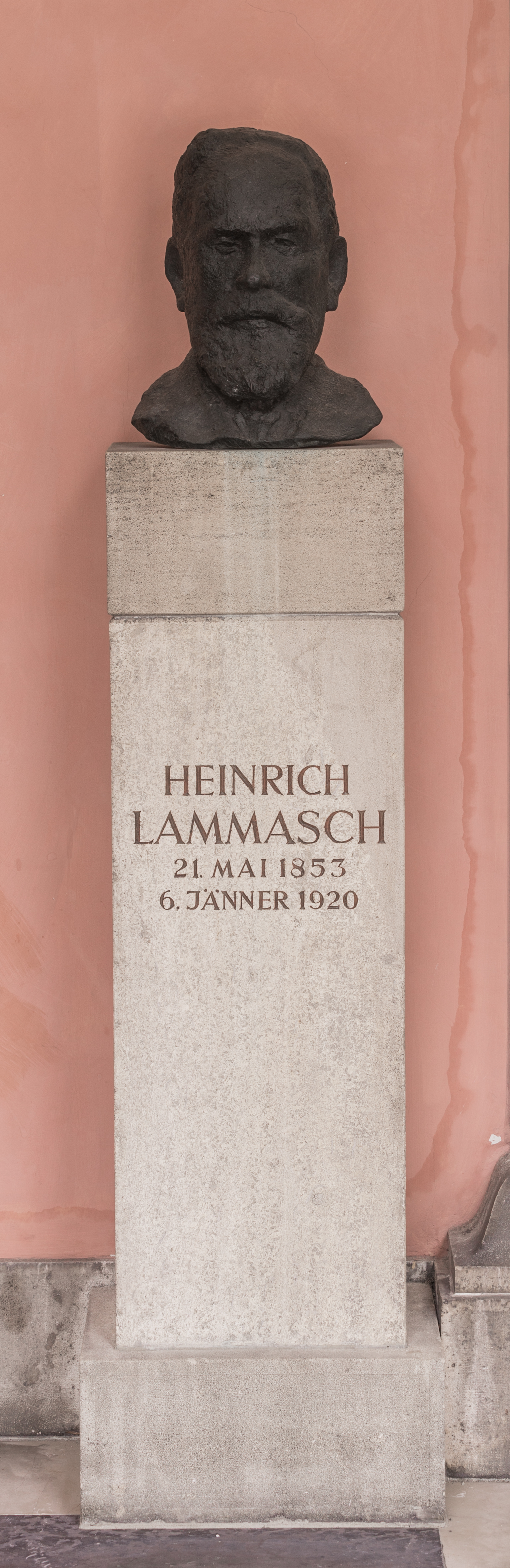
Busto di Heinrich Lammasch nei portici dell'edificio centrale dell'Università di Vienna

Nel 1899 fu nominato membro della Camera dei signori dove votava secondo le sue convinzioni senza vincolarsi a una corrente politica. Rifiutava l'introduzione del suffragio universale maschile nel 1905 ma sosteneva l'allargamento del diritto di voto anche alla classe dei lavoratori. Per la sua fama nel campo del diritto internazionale fu chiamato consigliere del principe ereditario Francesco Ferdinando, insoddisfatto dal compromesso storico del 1867 con il Regno d'Ungheria. All'inizio del 1914 si ritirò per motivi di salute dal lavoro e si trasferì a Salisburgo dove risiedeva il teologo Ignaz Seipel con il quale condivideva le idee pacifiste. A Salisburgo ebbe occasione di conoscere i due scrittori Stefan Zweig e Hermann Bahr che stimavano molto il suo carattere gentile e conciliante.
Durante la crisi di luglio del 1914 sostenne le misure contro il Regno di Serbia ma rifiutò decisamente un'azione militare. Già nel 1915 fu convinto che la prima guerra mondiale sarebbe stata persa. Per la sua posizione antitedesca e pacifista fu fortemente criticato e messo sotto osservazione dai militari. Evitò per poco l'arresto. Alla diffidenza dello Stato maggiore austro-ungarico contribuirono anche alcuni articoli pubblicati in Svizzera nei quali sosteneva la necessità di aprire indagini internazionali per presunti crimini di guerra commessi dalle forze armate dell'Impero austro-ungarico contro civili. Fece parte della società politica austriaca (Österreichischen Politischen Gesellschaft) fondata da Julius Meinl II che sostenne alcune iniziative di pace e la trasformazione della duplice monarchia in uno stato federale. Carlo I, che nel 1917 tentò tramite il cognato Sisto di Borbone-Parma di avviare una pace separata con la Francia, gli chiese due volte nel 1917 di diventare primo ministro della Cisleitania. Rifiutò per motivi di salute e perché riteneva di non trovare una maggioranza in parlamento.
Negli ultimi due anni di guerra, influenzato dalle idee di Wilson e dalla creazione di una Società delle Nazioni, parlò più volte davanti ai deputati del riaperto Reichsrat sostenendo la pace e l'uguaglianza dei popoli. All'inizio del 1918 fu incaricato da Carlo I di dialogare in segreto in Svizzera con un rappresentante degli Stati Uniti da poco entrati in guerra, per sondare il terreno per una pace separata dopo che Julius Meinl II aveva contattato gli alleati alla fine del 1917. Il tentativo fallì come successivamente quello di Sisto di Borbone-Parma per l'intervento dell'alleato tedesco, avvertito delle trattative dal ministro degli esteri dell'Impero austro-ungarico Conte Czernin.
Le sue idee trovarono più sostegno dopo il fallimento della battaglia del solstizio, l'ultima offensiva austro-ungarica lungo il Piave, a metà giugno 1918 quando fu definitivamente chiaro che la guerra era persa, ma si sperava ancora in un futuro stato federale dei popoli sotto la guida della casa asburgica. Le conoscenze e gli appoggi internazionali di Lammasch furono considerati preziosi per incominciare le trattative in tal senso con la Triplice intesa. Elaborò una costituzione federale che fu affondata definitivamente nell'ottobre 1918 quando i cechi, che già vedevano uno stato indipendente all'orizzonte, negarono il loro appoggio alla proposta. In seguito alla risoluzione dell'alleanza con la Germania fu nominato da Carlo I Primo ministro della Cisleitania il 26 ottobre 1918. Incarico che stavolta accettò soprattutto per evitare inutili spargimenti di sangue e per sfruttare i suoi appoggi internazionali per migliorare le condizioni di pace. L'insediamento del governo Lammasch il 27 ottobre trovò anche l'appoggio di Viktor Adler, Karl Seitz e Karl Renner, uomini guida del futuro governo che già si delineava. Come Primo ministro gli spettò il compito di sciogliere la Cisleitania, la parte occidentale dell'Impero austro-ungarico. Scrisse la versione finale della rinuncia al potere in Cisleitania da parte di Carlo I e convinse l'imperatore a firmarla l'11 novembre 1918. Con tale atto fu sciolto anche il governo Lammasch che fu l'ultimo governo k.k.
In seguito si impegnò nella ripresa dei contatti internazionali tra la nuova Repubblica dell'Austria tedesca e gli ex stati nemici. Fu il primo a sostenere la neutralità dell'Austria, anche come membro della delegazione austriaca nelle trattative di pace a Saint-Germain. Inoltre rifiutò energicamente, in contrasto con Renner, l'annessione dell'Austria tedesca alla Germania e la ricostituzione della monarchia. Nei suoi ultimi scritti si impegnò a fare di tutto per alleggerire le condizioni di pace soprattutto per quanto riguardava la questione del Tirolo meridionale annesso al Regno d'Italia e di cancellare le richieste di riparazione di guerra, secondo lui dannose per una pace duratura. Chiese inoltre inutilmente alla Società delle Nazioni aiuti economici e finanziari per la giovane Repubblica austriaca.
Nel corso della sua vita collaborò anche con lo scrittore Karl Kraus con il quale condivideva la lotta contro la corruzione, le preoccupazioni per i problemi della gente comune e per le vittime giudiziarie e di guerra. Nel 1900 scrisse anche un articolo per la rivista Die Fackel diretta da Kraus. Kraus da parte sua lo difese durante la guerra per le sue posizioni pacifiste. Entrambi non risparmiarono critiche alla chiesa per non aver preso una posizione chiare e netta contro la guerra.
Morì il 6 gennaio 1920 a 66 anni a Salisburgo in seguito ad un ictus.